# Slide Away (chanson de The Verve)
Pour les articles homonymes, voir Slide Away.
Singles de The Verve
Blue
(1993) This Is Music
(1995)
Pistes de A Storm in Heaven
Star Sail Already There
Slide Away est une chanson du groupe de rock psychédélique The Verve et est sortie le 20 septembre 1993 en tant que second single premier album studio du groupe, A Storm In Heaven, en juin 1993. La chanson est arrivée comme trois de ses quatre prédécesseurs no 1 sur le UK Indie Chart, mais le succès n'est toujours pas au rendez-vous sur le classement général du UK Singles Chart où il arrive 98e, rentrant de justesse dans le top 100.
En mars 2005, le fameux Q Magazine a placé Slide Away, à la 82e place des 100 Greatest Guitar Tracks (100 meilleures partitions de guitare).
Slide Away a été utilisé dans le thriller de 1994 The New Age. Il a également été utilisé dans un épisode de l'émission de télévision américaine Maison M.D.

## Liste des titres
- CD single

1. Slide Away - 4:01
2. Make It 'Til Monday (Acoustique) - 2:45
3. Virtual World (Acoustique) - 4:47

- Vinyle 7"

1. Slide Away - 4:01
2. 6 O'Clock - 4:29